# Fußball-Europameisterschaft 1984/Frankreich
Dieser Artikel behandelt die französische Nationalmannschaft bei der Fußball-Europameisterschaft 1984. Die französische Mannschaft gewann erstmals den Titel und ist bis dato der letzte Gastgeber, der den Heimvorteil zum Titelgewinn nutzen konnte.

## Qualifikation
Als Veranstalter des Endrundenturniers war die Équipe tricolore automatisch qualifiziert und nahm somit zum zweiten Mal nach 1960 an einer EM-Endrunde teil.

## Französisches Aufgebot
| Nummer / Name | Nummer / Name          | damaliger Verein    | Geburtstag | Sp.      | Tor      | Rot      | Gelb     |
| Torhüter      | Torhüter               | Torhüter            | Torhüter   | Torhüter | Torhüter | Torhüter | Torhüter |
| ------------- | ---------------------- | ------------------- | ---------- | -------- | -------- | -------- | -------- |
| 01            | Joël Bats              | AJ Auxerre          | 04.01.1957 | 5        | 0        | 0        | 0        |
| 19            | Philippe Bergeroo      | FC Toulouse         | 13.01.1954 | 0        | 0        | 0        | 0        |
| 20            | Albert Rust            | FC Sochaux          | 10.10.1953 | 0        | 0        | 0        | 0        |
| Abwehr        |                        |                     |            |          |          |          |          |
| 02            | Manuel Amoros          | AS Monaco           | 01.02.1962 | 2        | 0        | 1        | 0        |
| 05            | Patrick Battiston      | Girondins Bordeaux  | 12.03.1957 | 5        | 0        | 0        | 0        |
| 04            | Maxime Bossis          | FC Nantes           | 26.06.1955 | 5        | 0        | 0        | 0        |
| 03            | Jean-François Domergue | FC Toulouse         | 23.06.1957 | 5        | 2        | 0        | 0        |
| 15            | Yvon Le Roux           | AS Monaco           | 19.04.1960 | 3        | 0        | 1        | 1        |
| Mittelfeld    |                        |                     |            |          |          |          |          |
| 08            | Daniel Bravo           | AS Monaco           | 09.02.1963 | 1        | 0        | 0        | 0        |
| 06            | Luis Fernández         | Paris Saint-Germain | 02.10.1959 | 5        | 1        | 0        | 1        |
| 07            | Jean-Marc Ferreri      | AJ Auxerre          | 26.12.1962 | 2        | 0        | 0        | 0        |
| 09            | Bernard Genghini       | AS Monaco           | 18.01.1958 | 2        | 0        | 0        | 0        |
| 12            | Alain Giresse          | Girondins Bordeaux  | 02.08.1952 | 5        | 1        | 0        | 0        |
| 10            | Michel Platini         | Juventus Turin      | 21.06.1955 | 5        | 9        | 0        | 0        |
| 14            | Jean Tigana            | Girondins Bordeaux  | 23.06.1955 | 5        | 0        | 0        | 1        |
| 18            | Thierry Tusseau        | Girondins Bordeaux  | 19.01.1958 | 2        | 0        | 0        | 0        |
| Angriff       |                        |                     |            |          |          |          |          |
| 11            | Bruno Bellone          | AS Monaco           | 14.03.1962 | 3        | 1        | 0        | 0        |
| 17            | Bernard Lacombe        | Girondins Bordeaux  | 15.08.1952 | 4        | 0        | 0        | 1        |
| 16            | Dominique Rocheteau    | Paris Saint-Germain | 14.01.1955 | 2        | 0        | 0        | 0        |
| 13            | Didier Six             | FC Mulhouse         | 21.08.1954 | 3        | 0        | 0        | 0        |
| Trainer       |                        |                     |            |          |          |          |          |
|               | Michel Hidalgo         |                     | 22.03.1933 |          |          |          |          |

## Spiele der französischen Mannschaft

### Vorrunde
Frankreich spielte in Gruppe 1 mit Belgien, Dänemark und Jugoslawien. Trainer Hidalgo beabsichtigte, mit zwei Viererketten und zwei Stürmern (dem sogenannten 4-4-2-System) antreten zu lassen und dabei die sich seit der WM 1982 herausbildende Stammformation zu berücksichtigen:
Battiston 000000Bossis 000000Le Roux 000000Amoros

0Fernández 0000Tigana 0000Platini 000Giresse

Dem in Frankreich auch als „magisches Viereck“ bezeichneten Mittelfeld kam dabei zentrale Bedeutung zu. Allerdings machte der Feldverweis für Amoros im Auftaktspiel gegen Dänemark schon früh eine Umstellung erforderlich: Domergue nahm für den Rest des Turnieres dessen Platz als linker Verteidiger ein. Außerdem experimentierte Hidalgo laufend bezüglich der Stürmer: Lacombe, Six, Bellone und Rocheteau bildeten in den insgesamt fünf Turnierbegegnungen in wechselnden Kombinationen drei unterschiedliche Anfangsformationen.
| Pl. | Land        | Sp. | S | U | N | Tore    | Diff. | Punkte |
| --- | ----------- | --- | - | - | - | ------- | ----- | ------ |
| 1.  | Frankreich  | 3   | 3 | 0 | 0 | 009:200 | +7    | 06:0   |
| 2.  | Dänemark    | 3   | 2 | 0 | 1 | 008:300 | +5    | 04:20  |
| 3.  | Belgien     | 3   | 1 | 0 | 2 | 004:800 | −4    | 02:40  |
| 4.  | Jugoslawien | 3   | 0 | 0 | 3 | 002:100 | −8    | 0:60   |

|                                                          |   |             |           |
| 12. Juni 1984 in Paris (Prinzenparkstadion)              |   |             |           |
| Frankreich                                               | – | Dänemark    | 1:0 (0:0) |
| 16. Juni 1984 in Nantes (Stade de la Beaujoire)          |   |             |           |
| Frankreich                                               | – | Belgien     | 5:0 (3:0) |
| 19. Juni 1984 in Saint-Étienne (Stade Geoffroy-Guichard) |   |             |           |
| Frankreich                                               | – | Jugoslawien | 3:2 (0:1) |

### Halbfinale
|                                              |   |          |                      |
| 23. Juni 1984 in Marseille (Stade Vélodrome) |   |          |                      |
| Frankreich                                   | – | Portugal | 3:2 n. V. (1:1, 1:0) |

### Endspiel
|                                             |   |         |           |
| 27. Juni 1984 in Paris (Prinzenparkstadion) |   |         |           |
| Frankreich                                  | – | Spanien | 2:0 (0:0) |

## Fazit
Diese Europameisterschaft brachte Frankreichs Nationalmannschaft den ersten internationalen Fußballtitel überhaupt; bis dahin hatte man lange Zeit vom dritten Platz bei der WM 1958 zehren müssen. Der Erfolg trug die Handschrift von Trainer Michel Hidalgo, der auf einen Spielerkader bauen konnte, in dem über die erste Elf hinaus genügend viele gleichwertige Ergänzungsspieler zur Verfügung standen, wie sich insbesondere an Domergue oder dem „Wechselspiel“ im Sturm zeigte.
Auch wenn Michel Platini zweifellos der herausragende Akteur dieses Turniers und Mitte der 1980er möglicherweise der beste Fußballer der Welt war – als Spielgestalter und mehr noch als Torschütze, dessen neun Treffer bis einschließlich 2008 eine einsame Bestmarke bei EM-Turnieren darstellen –, wären dessen Leistungen ohne die nahezu perfekte Harmonie mit den anderen drei Mittelfeldakteuren nicht vorstellbar gewesen. Dieses „magische Viereck“ bildete zugleich das unverzichtbare Scharnier zwischen einer sicheren Abwehr (insgesamt vier Gegentore, aber in drei der fünf Spiele unüberwindbar) und einem gefährlichen Angriff.